# Scleranthelia thomsoni
Scleranthelia thomsoni är en korallart som beskrevs av Williams 1987. Scleranthelia thomsoni ingår i släktet Scleranthelia och familjen Clavulariidae. Inga underarter finns listade i Catalogue of Life.